# 金暻娥
金暻娥（韓語：김경아，1977年5月25日—），旧译为金景娥、金璟娥，韓國女子乒乓球選手。右手橫拍，正手反胶、反手长胶，削球打法，被稱為是當今最好的女子削球手，雙打常與朴美英搭檔。参加过2004年、2008年和2012年三届奥运会。

## 主要战绩
- 2001年国际乒联巡回赛德国站女双、日本站女双冠军、女单亚军，荷兰站女双四强。
- 2002年国际乒联巡回赛中国站女双四强，日本站女双亚军、女单冠军。
- 2003年国际乒联巡回赛巴西站女单四强，世界杯女单八强。
- 2004年奥运会女单第三名，世乒赛女团第四名，国际乒联巡回赛克罗地亚站女单冠军，美国站女单、女双四强，俄罗斯站女单亚军。
- 2005年韩国公开赛、智利公开赛和巴西公开赛女单冠军，德国公开赛女单四强；德国公开赛和日本公开赛女双亚军。
- 2006年韩国公开赛、新加坡公开赛女单四强，中国公开赛、韩国公开赛女双四强。亚运会女单、女双八强。
- 2007年世乒赛女单八强，女双四强；韩国公开赛女单四强，科威特公开赛女双四强；亚锦赛女单、女双八强。
- 2008年北京奥运会女团铜牌。
- 2009年斯洛文尼亚公开赛女单四强；丹麦公开赛女单亚军；横滨世乒赛女双四强，女单八强；波兰公开赛女双四强；亚洲乒乓球锦标赛女双亚军，女单八强；国际乒联职业巡回赛总决赛女单四强。
- 2010年代表山东鲁能获乒超联赛女团冠军；中国公开赛（苏州）女单亚军；广州亚运会女单、女团四强；国际乒乓球精英赛女单亚军。
- 2011年第51届荷兰鹿特丹世乒赛女单32强，女双四强（与朴美英）。
- 2012年世界乒乓球团体锦标赛四强；国际乒联世界巡回赛西班牙公开赛女单冠军、女双冠军；伦敦奥运会女团四強。